# Sicorisia discreta
Sicorisia discreta är en insektsart som beskrevs av Melichar 1912. Sicorisia discreta ingår i släktet Sicorisia och familjen Dictyopharidae. Inga underarter finns listade i Catalogue of Life.